# Stenus europaeus
Stenus europaeus är en skalbaggsart som beskrevs av Volker Puthz 1966. Stenus europaeus ingår i släktet Stenus, och familjen kortvingar. Arten är reproducerande i Sverige.